# 新和国小駅
新和国小駅（しんわこくしょうえき）は台湾新北市新店区永平里にある新北捷運安坑軽軌（安坑LRT）の駅。駅番号はK8

## 歴史
計画時の仮称は付近の古い地名である「外挖子」だった。
- 2016年4月6日 - 着工[2]。
- 2017年12月6日 - 駅名が正式決定[3]。
- 2023年2月10日 - 開業[4][5]。

## 駅構造
相対式ホーム2面2線の高架駅:(8-17)-(8-18)。ホーム長は49メートル、ホーム幅は上下各2.5メートル:(8-17)-(8-18)。出口は南側十四張方に1ヶ所:(8-17)-(8-18)。将来的に北側にも出入口を増設することが考慮されている:(8-17)-(8-18)。

### 駅階層
| 地上 二階                      |                                      |                                                          |
| 相対式ホーム、右側のドアが開く |                                      |                                                          |
| 1番線                          | ←安坑軽軌 双城方面（陽光運動公園駅） |                                                          |
| 2番線                          | →安坑軽軌 十四張方面（十四張駅）→    |                                                          |
| 相対式ホーム、右側のドアが開く |                                      |                                                          |
| 地上 一階                      | 出入口                               | 出入口、コンコース、自動券売機、簡易改札機、エレベーター |

## 駅周辺
- YouBike（新北市公共自転車（中国語版））軽軌新和国小駅[7]
- 新北市立新和国民小学
- 経済部水利署（中国語版）新店弁公室
- 新店渓
- 新北代天府
- 外挖子山

## 隣の駅
新北捷運
 安坑軽軌
陽光運動公園駅 K7 - 新和国小駅 K8 - 十四張駅 K9